# Aelia Paetina
Aelia Paetina stamde uit de familie der Aelii Tuberones. Ze was de dochter van Sextus Aelius Catus, die consul was geweest in het jaar 4. Bovendien was ze de adoptiefzuster van de prefect der pretorianen, Lucius Aelius Seianus.
Aelia Paetina was de tweede vrouw van de latere keizer Claudius (getrouwd in 28) en kreeg bij hem een dochter in het jaar 30, Claudia Antonia.
In het jaar 31 liet Claudius zich van haar scheiden, maar na de dood van zijn derde vrouw Messalina dacht hij er alweer aan om opnieuw te trouwen met Aelia Paetina. Narcissus was er voorstander van dat Claudius opnieuw met haar zou trouwen.
Claudius trouwde echter met Agrippina de Jongere.